# Semiopyla cataphracta
Semiopyla cataphracta là một loài nhện trong họ Salticidae.
Loài này thuộc chi Semiopyla. Semiopyla cataphracta được Eugène Simon miêu tả năm 1901.